# Japão nos Jogos Paralímpicos
O Japão participou pela primeira vez dos Jogos Paralímpicos em 1964, e enviou atletas para competirem em todos os Jogos Paralímpicos de Verão desde então. Em relação aos Jogos Paralímpicos de Inverno a primeira participação do Japão foi em 1976 e participou de todas as edições desde então.